# Darreh Gāvān
Darreh Gāvān (persiska: درّه گاوان) är en ort i Iran. Den är belägen i provinsen Kurdistan, i den nordvästra delen av landet, 400 km väster om huvudstaden Teheran. Darreh Gāvān ligger 2 159 meter över havet och antalet invånare är 115.
Terrängen runt Darreh Gāvān är kuperad. Runt Darreh Gāvān är det ganska glesbefolkat, med 28 invånare per kvadratkilometer. Närmaste större samhälle är Tavakkolān, 9,6 km norr om Darreh Gāvān. Trakten runt Darreh Gāvān består i huvudsak av gräsmarker.
Medelhavsklimat råder i trakten. Årsmedeltemperaturen i trakten är 12 °C. Den varmaste månaden är juli, då medeltemperaturen är 29 °C, och den kallaste är januari, med −9 °C. Genomsnittlig årsnederbörd är 484 millimeter. Den regnigaste månaden är november, med i genomsnitt 99 mm nederbörd, och den torraste är september, med 2 mm nederbörd.